# Liverpool Revisited
"Liverpool Revisited" é uma canção da banda britânica de rock Manic Street Preachers, lançada em abril de 2018 como o quarto single do álbum Resistance Is Futile (2018). Escrita pelo baixista Nicky Wire, foi lançada juntamente com um lyric video na VEVO.
A música foi criada em memória ao Desastre de Hillsborough e ao esforço político, na década de 1990, de justiça às famílias das vítimas do acidente. Em entrevista, James Dean Bradfield disse que Nicky Wire escreveu toda a música sozinho: "Essa campanha lutou contra todo o establishment britânico para chegar à verdade, e eles finalmente chegaram lá com a decisão deles. [...] Nick escreveu essa música na íntegra. Acho que eu tinha ido para casa tomar chá com a família e quando voltei, ele fez um solo de guitarra - o que é um pouco atrevido. Quando ele entra no fluxo de fazer uma música por conta própria, apenas flui".

## Faixa
| N.º | Título                | Compositor(es) | Duração |  |
| 1.  | "Liverpool Revisited" |                | 2:31    |  |

## Ficha técnica
- James Dean Bradfield - vocais, guitarras
- Sean Moore - bateria, percussão
- Nicky Wire - baixo